# Collegio elettorale di Cagliari - Assemini
Il collegio di Cagliari - Assemini fu un collegio elettorale uninominale della Repubblica Italiana per l'elezione della Camera dei deputati. Apparteneva alla circoscrizione Sardegna e fu utilizzato per eleggere un deputato nella XII, XIII e XIV legislatura.
Venne istituito nel 1993 con la cosiddetta Legge Mattarella (Legge n. 277, Nuove norme per l'elezione della Camera dei deputati), attuata in seguito al referendum abrogativo del 1993. La legge istituì per la Camera dei deputati e per il Senato della Repubblica un sistema di elezione misto, in parte maggioritario e in parte proporzionale. Il 75% dei parlamentari dell'assemblea veniva eletto in collegi uninominali tramite sistema maggioritario a turno unico; il restante 25% alla Camera veniva eletto tramite sistema proporzionale con liste bloccate.
Il collegio venne abolito insieme a tutti gli altri che costituivano la Camera con la promulgazione della legge elettorale successiva, la cosiddetta Legge Calderoli. Questa prevedeva un sistema proporzionale con premio di maggioranza, che alla Camera veniva attribuito a livello nazionale.

## Territorio
Il collegio di Cagliari - Assemini era uno dei 14 collegi uninominali in cui era suddivisa la Sardegna e, come previsto dal D.Lgs. del 20 dicembre 1993 n. 536, era interamente compreso nella provincia di Cagliari e comprendeva i seguenti comuni: Assemini, parte del comune di Cagliari, Decimomannu, Elmas, Monserrato e Sestu.

## Eletti
| Elezione | Elezione                 | Deputato             | Partito                    |
| -------- | ------------------------ | -------------------- | -------------------------- |
|          | 1994                     | Piergiorgio Massidda | Polo del Buon Governo (FI) |
| 1996     | Polo per le Libertà (FI) | Piergiorgio Massidda |                            |
|          | 2001                     | Michele Cossa        | Casa delle Libertà (RS-LD) |

## Dati elettorali

### XII legislatura

#### Risultati proporzionale
| Coalizioni        | Coalizioni                            | Liste                                 | Liste                                 | Voti   | %     |
| ----------------- | ------------------------------------- | ------------------------------------- | ------------------------------------- | ------ | ----- |
|                   | Polo del Buon Governo                 |                                       | Forza Italia                          | 21.676 | 26,14 |
|                   | Polo del Buon Governo                 | Alleanza Nazionale                    | 11.485                                | 13,85  |       |
| Totale coalizione | Totale coalizione                     | 33.161                                | 39,99                                 |        |       |
|                   | Progressisti                          |                                       | Partito Democratico della Sinistra    | 16.131 | 19,45 |
|                   | Progressisti                          | Partito della Rifondazione Comunista  | 4.369                                 | 5,27   |       |
|                   | Progressisti                          | Alleanza Democratica                  | 2.146                                 | 2,59   |       |
|                   | Progressisti                          | Federazione dei Verdi                 | 2.068                                 | 2,49   |       |
|                   | Progressisti                          | Partito Socialista Italiano           | 1.485                                 | 1,79   |       |
| Totale coalizione | Totale coalizione                     | 26.199                                | 31,59                                 |        |       |
|                   | Patto per l'Italia                    |                                       | Patto Segni                           | 12.374 | 14,92 |
|                   | Patto per l'Italia                    | Partito Popolare Italiano             | 4.536                                 | 5,47   |       |
| Totale coalizione | Totale coalizione                     | 16.910                                | 20,39                                 |        |       |
|                   | Lista Pannella                        | Lista Pannella                        | Lista Pannella                        | 3.676  | 4,43  |
|                   | Partidu Indipendentista               | Partidu Indipendentista               | Partidu Indipendentista               | 1.574  | 1,90  |
|                   | Centro Democratico                    | Centro Democratico                    | Centro Democratico                    | 652    | 0,79  |
|                   | Movimento per la Democrazia - La Rete | Movimento per la Democrazia - La Rete | Movimento per la Democrazia - La Rete | 466    | 0,56  |
|                   | L'Arca                                | L'Arca                                | L'Arca                                | 296    | 0,36  |
| Totale            | Totale                                | Totale                                | Totale                                | 82.934 |       |

#### Risultati uninominale
|                               | Piergiorgio Massidda ✔️ Eletto | Polo del Buon Governo (FI - AN - CCD - UDC - PLD) | 35 300 | 42,81 |  |  |  |  |  |
|                               | Antonio Dessì                  | Progressisti                                      | 24 334 | 29,51 |  |  |  |  |  |
|                               | Francesco Sitzia               | Patto per l'Italia                                | 13 810 | 16,75 |  |  |  |  |  |
|                               | Giuseppe Atzeri                | Partito Sardo d'Azione                            | 5 031  | 6,10  |  |  |  |  |  |
|                               | Vinicio Cadau                  | Partidu Indipendentista                           | 1 421  | 1,72  |  |  |  |  |  |
|                               | Alfio Desogus                  | La Rete - Rinascita e Sardismo - MIRVA            | 1 346  | 1,63  |  |  |  |  |  |
|                               | Sergio Licheri                 | Centro Democratico                                | 1 208  | 1,47  |  |  |  |  |  |
| Totale                        | Totale                         | Totale                                            | 82 450 | 100   |  |  |  |  |  |
|                               |                                |                                                   |        |       |  |  |  |  |  |
| Fonte: Ministero dell'interno |                                |                                                   |        |       |  |  |  |  |  |

### XIII legislatura

#### Risultati proporzionale
| Coalizioni        | Coalizioni                         | Liste                                     | Liste                              | Voti   | %     |
| ----------------- | ---------------------------------- | ----------------------------------------- | ---------------------------------- | ------ | ----- |
|                   | Polo per le Libertà                |                                           | Forza Italia                       | 21.427 | 26,22 |
|                   | Polo per le Libertà                | Alleanza Nazionale                        | 16.328                             | 19,98  |       |
|                   | Polo per le Libertà                | CCD-CDU                                   | 4.174                              | 5,11   |       |
| Totale coalizione | Totale coalizione                  | 41.929                                    | 51,31                              |        |       |
|                   | L'Ulivo - Partito Sardo d'Azione   |                                           | Partito Democratico della Sinistra | 17.286 | 21,15 |
|                   | L'Ulivo - Partito Sardo d'Azione   | Rinnovamento Italiano                     | 4.281                              | 5,24   |       |
|                   | L'Ulivo - Partito Sardo d'Azione   | Popolari per Prodi (PPI-SVP-PRI-UD-Prodi) | 3.827                              | 4,68   |       |
|                   | L'Ulivo - Partito Sardo d'Azione   | Federazione dei Verdi                     | 2.164                              | 2,65   |       |
|                   | L'Ulivo - Partito Sardo d'Azione   | Partito Sardo d'Azione                    | 2.057                              | 2,52   |       |
| Totale coalizione | Totale coalizione                  | 29.615                                    | 36,24                              |        |       |
|                   | Progressisti                       |                                           | Rifondazione Comunista             | 6.354  | 7,78  |
|                   | Lista Pannella - Sgarbi            | Lista Pannella - Sgarbi                   | Lista Pannella - Sgarbi            | 2.191  | 2,68  |
|                   | Sardigna Natzione                  | Sardigna Natzione                         | Sardigna Natzione                  | 1.237  | 1,51  |
|                   | Movimento Sociale Fiamma Tricolore | Movimento Sociale Fiamma Tricolore        | Movimento Sociale Fiamma Tricolore | 391    | 0,48  |
| Totale            | Totale                             | Totale                                    | Totale                             | 81.717 |       |

#### Risultati uninominale
|                               | Piergiorgio Massidda ✔️ Eletto | Polo per le Libertà | 41 704 | 51,59 |  |  |  |  |  |
|                               | Maurizio Onorato               | L'Ulivo             | 39 127 | 48,41 |  |  |  |  |  |
| Totale                        | Totale                         | Totale              | 80 831 | 100   |  |  |  |  |  |
|                               |                                |                     |        |       |  |  |  |  |  |
| Fonte: Ministero dell'interno |                                |                     |        |       |  |  |  |  |  |

### XIV legislatura

#### Risultati proporzionale
| Coalizioni        | Coalizioni                                 | Liste                                      | Liste                                      | Voti   | %     |
| ----------------- | ------------------------------------------ | ------------------------------------------ | ------------------------------------------ | ------ | ----- |
|                   | Casa delle Libertà                         |                                            | Forza Italia                               | 29.258 | 36,80 |
|                   | Casa delle Libertà                         | Alleanza Nazionale                         | 9.739                                      | 12,25  |       |
|                   | Casa delle Libertà                         | CCD-CDU                                    | 2.420                                      | 3,40   |       |
|                   | Casa delle Libertà                         | Nuovo PSI                                  | 486                                        | 0,61   |       |
| Totale coalizione | Totale coalizione                          | 41.903                                     | 53,06                                      |        |       |
|                   | L'Ulivo                                    |                                            | Democratici di Sinistra                    | 13.663 | 17,18 |
|                   | L'Ulivo                                    | La Margherita (Dem - PPI - RI- UDEUR)      | 9.490                                      | 11,94  |       |
|                   | L'Ulivo                                    | Comunisti Italiani                         | 2.384                                      | 3,00   |       |
|                   | L'Ulivo                                    | Il Girasole (FdV - SDI)                    | 937                                        | 1,18   |       |
| Totale coalizione | Totale coalizione                          | 26.474                                     | 33,30                                      |        |       |
|                   | Rifondazione Comunista                     | Rifondazione Comunista                     | Rifondazione Comunista                     | 3.359  | 4,22  |
|                   | Lista Di Pietro                            | Lista Di Pietro                            | Lista Di Pietro                            | 2.367  | 2,98  |
|                   | Partito Sardo d'Azione - Sardigna Natzione | Partito Sardo d'Azione - Sardigna Natzione | Partito Sardo d'Azione - Sardigna Natzione | 1.872  | 2,35  |
|                   | Lista Pannella - Bonino                    | Lista Pannella - Bonino                    | Lista Pannella - Bonino                    | 1.735  | 2,18  |
|                   | Democrazia Europea                         | Democrazia Europea                         | Democrazia Europea                         | 1.542  | 1,94  |
|                   | Paese Nuovo                                | Paese Nuovo                                | Paese Nuovo                                | 107    | 0,13  |
|                   | Lista Amadu                                | Lista Amadu                                | Lista Amadu                                | 105    | 0,13  |
|                   | Abolizione scorporo                        | Abolizione scorporo                        | Abolizione scorporo                        | 42     | 0,05  |
| Totale            | Totale                                     | Totale                                     | Totale                                     | 79.506 |       |

#### Risultati uninominale
|                               | Michele Cossa ✔️ Eletto | Casa delle Libertà                         | 39 861 | 50,05 |  |  |  |  |  |
|                               | Benedetto Ballero       | L'Ulivo                                    | 32 051 | 40,24 |  |  |  |  |  |
|                               | Gianfranco Sollai       | Partito Sardo d'Azione - Sardigna Natzione | 3 126  | 3,92  |  |  |  |  |  |
|                               | Raffaele Bozzi          | Lista Di Pietro                            | 2 460  | 3,09  |  |  |  |  |  |
|                               | Battista Caddeo         | Lista Emma Bonino                          | 2 147  | 2,70  |  |  |  |  |  |
| Totale                        | Totale                  | Totale                                     | 79 645 | 100   |  |  |  |  |  |
|                               |                         |                                            |        |       |  |  |  |  |  |
| Fonte: Ministero dell'interno |                         |                                            |        |       |  |  |  |  |  |